# ایرلند در المپیک تابستانی ۲۰۲۴
کاروان المپیکی ایرلند، یکی از کاروان‌های شرکت‌کننده در بازی‌های المپیک تابستانی ۲۰۲۴ بود. این دوره از بازی‌ها از ۲۶ ژوئیه تا ۱۱ اوت ۲۰۲۴ (۵ تا ۲۱ امرداد ۱۴۰۳ خورشیدی) به میزبانی پاریس، پایتخت فرانسه برگزار شد و صدمین سال نخستین حضور کاروان ایرلند به صورت مستقل بود. کاروان ایرلند در تمامی ادوار المپیک مدرن، چه در قالب کاروان بریتانیای کبیر و چه در قالب ایرلند مستقل، به جز در برلین ۱۹۳۶ شرکت کرده اند.
کاروان ایرلند متشکل از ۱۳۴ ورزشکار در ۱۵ ورزش بود. آن‌ها در این دوره، صدمین سالگرد حضور خود در المپیک را پس از یک قرن جشن گرفتند، درحالی‌که دوباره به پاریس، میزبان المپیک ۱۹۲۴ پس از استقلال دولت ایرلند بازمی‌گشتند.
این دوره از المپیک، بهترین حضور ایرلند در طول تاریخ بود. ایرلندی‌ها در این دوره رکورد بهترین نتیجه کسب شده در لندن ۲۰۱۲ را شکستند. آن‌ها حتی از کاروان المپیک ۱۹۹۶ آتلانتا که در آن ۳ مدال طلا شامل نخستین مدال تاریخ ایرلند در ژیمناستیک و شنا بود را پشت سر گذاشتند.